# Markeisha Gatling
Markeisha Gatling, née le 14 juillet 1992 à Raleigh en Californie, est une joueuse américaine de basket-ball.

## Biographie
Non conservée lors de la pré-saison 2015 par son ancienne équipe de Chicago, elle trouve place au sein de l'effectif du Storm de Seattle. Le 14 août, elle réussit sa meilleure performance de la saison WNBA 2015 avec 16 points inscrits (5 tirs réussis sur 8 et 6 lancers francs sur 6) et 5 rebonds en 11 minutes face à son ancienne équipe du Sky.
Le 25 juin 2016, son contrat est rompu par le Storm après 11 rencontres pour 2,3 points en 5,8 minutes par match, mais elle trouve place deux jours plus tard avec le Dream d'Atlanta .

## Étranger
Elle joue six mois en Pologne pour Artego Bydgoszcz
En 2015-2016, elle s'engage en ligue sud-coréenne avec Shinhan bank S-birds.
En mai 2018, elle est engagée pour la saison LFB 2018-2019 par le club de Basket Landes où elle succède à Cierra Bravard, mais n'y reste qu'une saison.